# 往復動圧縮機

往復動圧縮機の仕組み

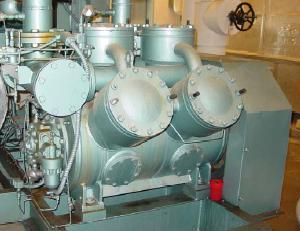
2または4つのシリンダーで動作可能なモーター駆動の往復動圧縮機

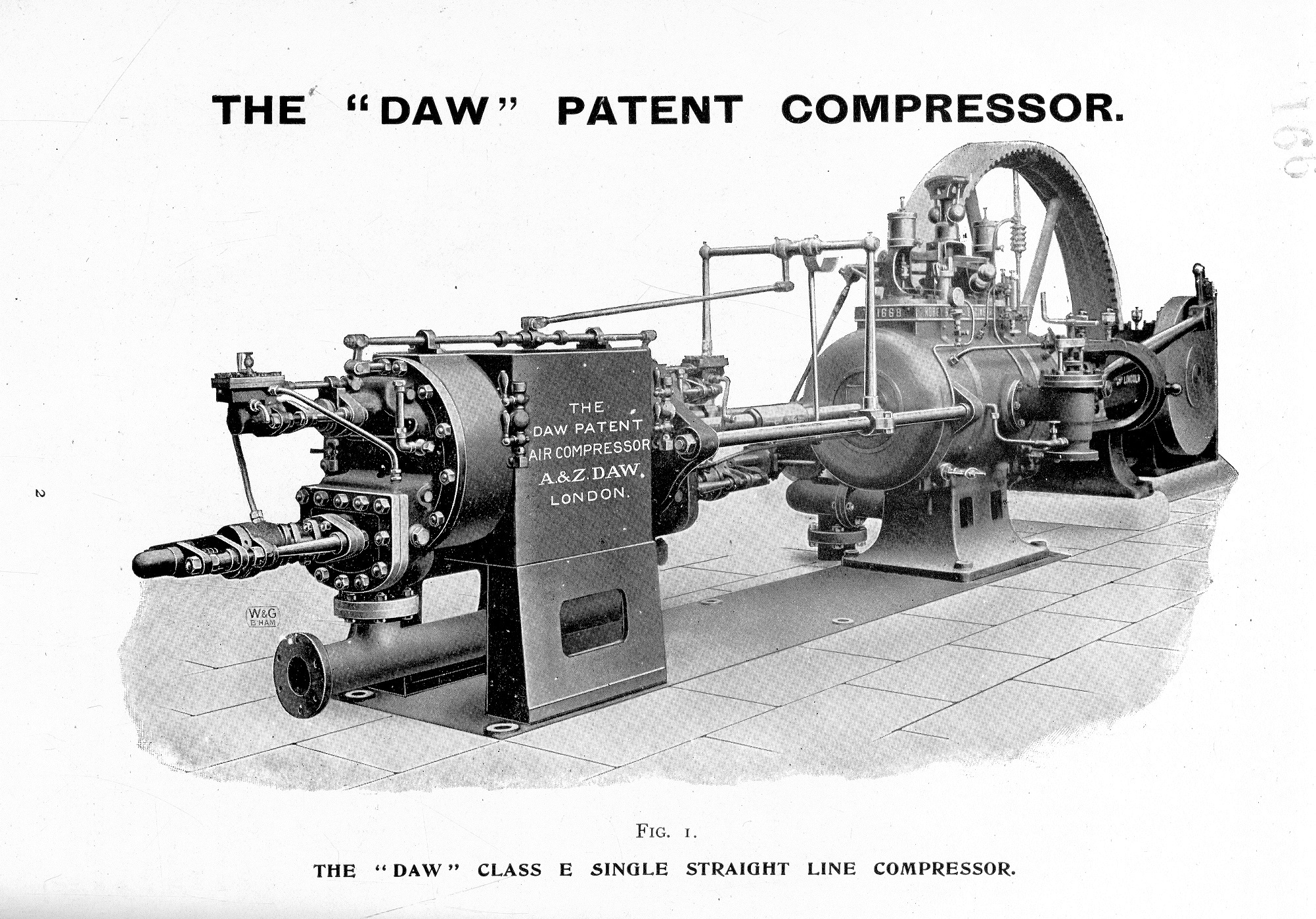
A & Z Daw社のClass E型圧縮機（1902年）

往復動圧縮機（おうふくどうあっしゅくき）とは、クランクシャフトを動力としたピストンによりガスを高圧で吐出する圧縮機の一種である。レシプロ圧縮機、往復圧縮機、往復式圧縮機、レシプロコンプレッサ等とも呼ばれる。

## 概要
吸入ガスは、まず吸入マニホールドに入り、次に圧縮シリンダーに流入し、そこでクランクシャフトを介して往復運動で駆動するピストンにより圧縮され、そして吐出される。石油精製所、パイプライン輸送、化学プラント、天然ガス処理や冷却過程に用いられる。用途の例の一つにポリエチレンテレフタレート (PET)製のペットボトルの吹き込みが挙げられる。